# Bacopa nigrescens
Bacopa nigrescens là một loài thực vật có hoa trong họ Mã đề. Loài này được (Benth.) Wettst. mô tả khoa học đầu tiên năm 1891.